# Constantine (departement)

Departementet Constantines uträckning 1933-1955.

Constantine var det östligaste departementet i franska Algeriet från 1848 till 1962.
Det hade en yta på 191 527 km2, varav 100 000
i Sahara. 1901 hade departementet 1 990 992 invånare, varav 88 813
fransmän.
Constantine omfattade den minst bergiga delen av
Algeriet samt den fruktbaraste och sundaste. 900 000
hektar var odlade, 1 550 var vingårdar. Gruvorna
lämnade bly, koppar, kvicksilver, järn och antimon;
dessutom bröts gips, marmor och kalk.
Departementet
delades i ett civilområde, 58 754 km2 med 1 768 289
invånare (1901), och ett militärområde, 132 773 km2 med
222 703 invånare (1901).

## Källa
Den här artikeln är helt eller delvis baserad på material från Nordisk familjebok, Constantine, 1904–1926.